# 082型扫雷艇
082型扫雷艇（北約代號：武掃）是中國解放軍80年代708研究所研發自製的掃雷佈雷船。配备有316型小型机械扫雷具和低磁性鋼質艇殼。
由708研究所馬錦華主持設計，最初是在1976年的第三次反水雷裝備規劃會上提出需求，1984年在江西江新造船廠開工，1987年試航及服役，生產中至少有5艘，編號在2004年後由"44XX"改為"80X"。082型艇號：800（4422）、801（4423）、802（4424）、803（4425）。